# Джонс, Эрнест Чарльз
Эрнест Чарльз Джонс (англ. Ernest Charles Jones; 25 января 1819, Берлин, Шлезвиг-Гольштейн или Берлин — 26 января 1869, Манчестер, Ланкашир) — английский поэт, публицист, литературный критик, общественный и политический деятель, один из лидеров чартистского движения.

## Биография
Родился в маленькой деревушке Берлин (не путать с городом Берлин — столицей Германии, хотя в некоторых источниках указывается именно он), в Шлезвиг-Гольштейне, который в то время фактически был датской провинцией, ныне земля ФРГ. Был выходцем из английской аристократической семьи, отец Чарльз Густав Джонс — офицер Британской армии и шталмейстер Георга V, герцога Камберлендского (впоследствии короля Ганновера).
Воспитывался в Германии, в Англию приехал в 1838 году. В 1841 году анонимно опубликовал романтический роман «Лесной роман» (The Wood-Spirit), после чего преимущественно писал песни и стихи. С 1844 года работал адвокатом.
В 1845 году Джонс примкнул к чартистскому движению, стал одним из лидеров его левого, радикального крыла. Снискал славу пролетарского поэта. В 1840-х годах выпустил сборник «Чартистские стихи», опубликовал романы «Исповедь короля», «Роман о народе». Также активно участвовал в деятельности запущенного чартистами международного общества «Братские демократы» (Fraternal Democrats), а летом 1847 года присоединился к Союзу коммунистов. С 1846 года выступал одним из редакторов ключевого печатного органа чартистов «Northern Star».
За свою политическую деятельность и чартистскую агитацию был подвергнут одиночному заключению, отсидев в тюрьме в 1848—1850 годах. Находясь в тюрьме, написал поэму «Новый мир» («The Revolt of Hindostan, or the New World»), в которой ощущается влияние Перси Биши Шелли. Считается, что в тюрьме Джонс писал собственной кровью на листах бумаги, вырванных из молитвенника.
После освобождения стал, наряду со своим другом Джорджем Джулианом Харни, ведущей фигурой Национальной чартистской ассоциации и много сделал для возрождения и реорганизации чартизма на социалистических принципах. В 1851—1852 году издавал журнал «Заметки для народа» («Notes to the People»), а после его закрытия в мае 1852 и до 1858 года — «Народную газету» («People’s Paper»), пропагандировал идеи социализма, коммунизма, вёл агитацию за пролетарский интернационализм, экономическую и политическую борьбу рабочих.
В начале 1850-х годов сблизился с Карлом Марксом и печатал его статьи в своём журнале. После временного разрыва отношений до конца жизни оставался близким другом Маркса и Энгельса, с которыми познакомился в 1847 году. Хотя у них проскальзывала критика Джонса (поначалу за бабувизм, затем за склонность к компромиссу с буржуазными радикалами), но они чрезвычайно высоко ценили его вклад в рабочее движение: по словам Маркса, Джонс — «…наиболее одаренный, последовательный и энергичный представитель чартизма». С другой стороны, под их влиянием Джонс с начала 1850-х годов соединял политические требования рабочего класса (борьба за хартию, то есть всеообщее избирательное право) с программой социальных преобразований (национализация земли, отмена частной собственности на орудия производства, сокращение налогов на бедных, обязательное бесплатное обучение, демократизация армии, отделение церкви от государства). Маркс сотрудничал в «Заметках для народа» Джонса, написав туда по крайней мере две статьи о революции 1848 года во Франции и ещё шесть в соавторстве с редактором журнала, а также приложился ко всем статьям на экономическую тематику в 1851-1852 годах. В «Народной газете» вышло 25 статей Маркса.
В 1854 году по инициативе Джонса в Манчестере был созван Рабочий парламент. Выступая с критикой британского колониального господства в Индии, Ирландии и других странах, Джонс предвидел восстание сипаев ещё за четыре года, в 1853 году. Участвовал в деятельности Первого интернационала с 1864 года. В конце жизни вновь занялся адвокатской практикой, предпринял несколько безуспешных попыток стать членом английского парламента от Либеральной партии.
Эрнест Джонс является наиболее известным представителем чартистской поэзии. Идеи чартизма развиты Джонсом во многих стихотворениях. Наиболее популярными были «Чартистский хор» («A Chartist Chorus» — 1846), «Марш свободы» («The March of Freedom» — 1848), «Песнь о будущем» (The Song of the Future — 1851), «Песнь низов» (The Song of the Low — 1852). Писал в жанре политической сатиры, характерный образец — стихотворение «Королевские щедроты» («The Royal Bounty»). Многие стихи Джонса были положены на музыку.
Умер в 1869 году в Манчестере.